# 张织云
张织云（1904年—1963年11月2日），原名张阿喜:103，廣東省番禺縣人，中華民國大陸時期電影女演员。
中國電影史上，她是公认的第一位“电影皇后”:103，主要演出作品有《玉洁冰清》、《可怜的闺女》、《空谷兰》等。

## 生平
幼年时，张阿喜移居上海。她因家贫，中学未毕业即缀学。曾当过“卖花女郎”。与养母相依为命:103。1923年，上海大中华影片公司通过《申报》招考演员，张阿喜投考。期间，有十张投考照片被《申报》记者私自取走。在主考人、导演顾肯夫的力主下，录取张阿喜，并为她改名张织云:104。记者私取照片的事件曝光后，经大中华影片公司炒作，张织云因此成为舆论关注的人物。
张织云加入大中华影片公司后，成为默片演员。1925年，张织云转入明星影片公司。因成功出演电影《玉洁冰清》中的怨妇形象，被称为“悲剧圣手”。1926年8月、9月间，新世界游乐场联合上海35家电影公司举办中国第一届电影博览会。期间，民众通过报纸投票，选举电影女明星。初选中，张织云以2146票当选。她因此成为中国历史上第一位“电影皇后”。有作者指，相对于当时中国电影圈“影后”头衔泛滥的情况，张织云的中国第一“影后”头衔是“受之无愧”的:103。
张织云成为演员之初，与卜万苍相恋、同居。两人同居三年后分手。张织云后与商人唐季珊相恋:105—106。1926年底，大中华百合影片公司以当时的超高价，邀请到“已经日渐退出影坛”的张织出演电影《美人计》的孫夫人一角。电影拍摄期间的1927年1月，因张织云即将出国游历，剧组不得不在农历新年前赶拍张织云的戏份:49。同年电影上映时，此片被称为张织云的“临别纪念戏”:54。1927年春，她与唐季珊正式结婚。因此退出电影圈。两人曾前往美国度蜜月。民国二十一年（1932年）之后，唐季珊又与阮玲玉相恋、同居。张织云因此提出与唐季珊正式离婚:106。张唐阮三人之间的三角戀，以及唐季珊、阮玲玉，阮玲玉丈夫张达民之间的纠纷是当时舆论关注的焦点:106。张织云曾去信告之阮玲玉，唐季珊的原配妻子在广东，因为他发迹依靠原配家族，所以一直不敢离婚。“而自己的今天，就是阮玲玉的明天”。
1932年，张织云主演、明星影片公司拍摄的有声片《失恋》。此片根据张织云经历编写，但因张织云的国语不佳，影片反响平平。民国二十四年（1935年）3月8日，阮玲玉自杀。对阮玲玉的逝世，张织云称，“余于阮之死，亦不欲有何批评，大概妇女因缺乏真实学问之故，意志比较薄弱，每在遭受痛苦时，易为错觉支配。”有作者认为，她的观点对于当时的女性来说算得上极有见地。1935年，出演电影《新桃花扇》的配角。1937年，出演粤语片《天之骄女》。
张织云的第二任丈夫是湖南人张叔平（張振鋆）。张叔平是张百熙次子。据称，张叔平是受潘汉年指导的中共地下党。1940年代后期，张叔平移居香港。有说，1940年代，张织云与张叔平相恋、结婚。或说，1950年代初，张织云移居香港。1954年，曾出演电影《天堂美女》。张织云在香港最初独居，经过“五、六年之久”的考察，在众多追求者中，选择了张叔平:107。
1963年11月2日，张织云在香港病逝。一般认为，张叔平、张织云夫妇晚年贫困。有史料称，张织云晚年靠乞讨度日，或说张织云与养女低调度日。误称，张织云逝世于1970年代中期、1979年冬:107。

## 电影作品
- 1924年，默片《人心》[2]，饰张丽英，首次演出[3]:103。
- 1924年，默片《战功》[2]
- 1925年后，默片《可怜的闺女》[2]
- 1925年后，默片《新人的家庭[2]（新人家庭）[3]:104》
- 1925年后，默片《未婚妻》[2]
- 1925年后，默片《爱情与黄金》[3]:104
- 1925年后，默片《为亲牺牲》[3]:104
- 1925年后，默片《玉洁冰清》[2]
- 1927年，上下集《空谷兰》[2]，饰陶纫珠、翠儿。被认为是她主演的代表作[3]:103。
- 1927年，上中下三集《梅花落》。被认为是她主演的代表作[3]:103。
- 1927年，《美人记》饰孫夫人[4]:49
- 1932年，国语片《失恋》[2]
- 1935年，《新桃花扇》[2]
- 1937年，粤语片《天之骄女》[2]
- 1954年，香港电影《天堂美女》[2]